# Катастрофа Ил-12 в Алма-Ате
В воскресенье 5 декабря 1954 года в Алма-Ате потерпел катастрофу Ил-12 компании Аэрофлот, в результате чего погиб 1 человек.

## Самолёт
Ил-12П с бортовым номером СССР-Л1320 (заводской — 30026, серийный — 026) был выпущен ММЗ «Знамя Труда» в 1947 году и вскоре передан Главному управлению гражданского воздушного флота, которое направило его в 151-й транспортный авиаотряд Казахского управления гражданского воздушного флота. Всего на момент катастрофы авиалайнер имел 4645 часов налёта.

## Катастрофа
Самолёт выполнял пассажирский рейс 98 из Алма-Аты в Москву с первой промежуточной посадкой в Караганде, а пилотировал его экипаж, состоящий из командира (КВС) Г. В. Маркова, второго пилота А. И. Кукушкина, бортмеханика Г. И. Переверзева и бортрадиста Д. И. Стерлингова. В салоне работала стюардесса Н. Г. Бондак. Всего на борту находились 14 пассажиров. В задании на полёт была включена и тренировка второго пилота. Хотя в условиях рейсового полёта она должна проводиться только с правого сиденья, командир самовольно посадил второго пилота на левое сиденье, сам сев в правое. Вылет должен был производиться в 19:45 (16:45 МСК), но из-за неисправности по матчасти был отложен на час. В 17:45 рейс 98 вылетел из Алма-Атинского аэропорта.
На небе в это время стояли отдельные облака, тихий северо-западный ветер, дымка, видимость составляла 4 километра, а температура воздуха -25°С. Вскоре после взлёта в 20:47 с самолёта доложили: «Взлёт произвел, на борту все в порядке». Но когда Ил-12 на скорости 200 км/ч поднялся на высоту 100—120 метров, второй пилот увидел на левом моторе пламя и доложил экипажу о пожаре. Командир также увидел хорошо заметные в темноте отблески пламени, а когда и бортмеханик их подтвердил, дал команду зафлюгировать левый воздушный винт. Также командир, намереваясь сбить пламя, ввёл авиалайнер в скольжение вправо с вертикальной скоростью 3—4 м/с, в результате чего потерял около 20—30 метров высоты. Затем на высоте 70—80 метров воздушный винт зафлюгировался, а яркое пламя прекратилось. Тогда командир начал выполнять левый разворот для захода на посадку на Алма-Атинский аэродром. В 20:48 экипаж доложил диспетчеру: «Иду на одном моторе», после чего связь прервалась.
Так как самолёт продолжал снижаться, командир дал команду бортмеханику: «форсаж правому мотору!», что и было выполнено. Несимметричность тяги начала разворачивать авиалайнер влево, что создавало значительные нагрузки на руль направления. Почувствовав, что отклонение руля направления вправо (для компенсации момента) требует значительных усилий, командир дал команду бортмеханику снять форсаж, а второму пилоту — не вмешиваться и следить за приборами. После получения команды правый двигатель был выведен на номинальный режим, что не остановило снижение самолёта. Тогда командир дал команду на увеличение работы правого мотора, но поступательная скорость упала до 170—180 км/ч, а потеря высоты не прекращалась. Тогда командир принял решение садиться на расположенный по маршруту полёта военный аэродром Первомайка.
На высоте 15—20 метров Ил-12 подошёл к аэродрому, но затем командир увидел, что перед ним расположен овраг шириной около 100 метров. Опасаясь не перелететь данный овраг, командир развернул авиалайнер на 90° влево по направлению к жилым домам. Потеряв при этом высоту, Ил-12 в процессе манёвра врезался правой плоскостью крыла в стоящую на краю оврага сторожевую будку, а затем сбил несколько небольших деревьев и два телеграфных столба. Затем авиалайнер с работающим правым двигателем приземлился «на брюхо» (с убранным шасси), проскользил около 160 метров и в 20:55 (17:55 МСК) врезался в кирпичный сарай и цементную помойку воинской части. От удара передняя часть фюзеляжа, включая пилотскую кабину, разрушилась по 15-й шпангоут, центроплан с плоскостями деформировало, а хвостовую часть (от 33-го шпангоута) оторвало. В результате происшествия погибла стюардесса, а лётный экипаж (4 человека) и 2 пассажира были ранены.

## Расследование
Как удалось выяснить, перед данным вылетом борт Л1320 проходил 25-часовую форму технического обслуживания, при этом проведённые работы были низкого качества. Когда экипаж начал принимать самолёт после завершения работ, то бортмеханик обнаружил, что левый воздушный винт не входил во флюгер, а также не работали автопилот и радиокомпас. Когда данные дефекты были устранены, старший мастер смены и контрольный мастер ОТК ушли домой, а для выпуска авиалайнера остались авиатехник и механик. Затем когда на загрузочной площадке моторы были выключены, бортмеханик услышал шипение в левом моторе, поэтому принял решение проверить исправность клапанов воздушного самопуска на цилиндрах. Он и авиатехник нашли плохую затяжку корпуса клапана и воздухоподводящей трубки у клапана воздушного самопуска 10-го цилиндра, поэтому сняли и разобрали корпус. Далее вдвоём они убедились, что дефект устранён, поэтому авиатехник поставил клапан обратно. Но при этом он ошибочно перевернул гайку штока клапана и не законтрил её, а бортмеханик не проверил сборку. В результате в момент набора высоты данный клапан прогорел, причём происходило это при номинальном режиме работы двигателя, поэтому возникло сильное и яркое пламя. Это пламя экипаж и принял за пожар.

### Причины
1. Прогар клапана воздушного самопуска 10-го цилиндра левого двигателя из-за плохого технического обслуживания, принятый экипажем за пожар в двигателе и приведший к одномоторному полету на низкой высоте.
2. При выполнении одномоторного полёта КВС допустил грубые ошибки в технике пилотирования: 
  - производил разворот с креном 5° на неработающий мотор при скорости 180—170 км/ч на высоте 80—70 метров;
  - переменно давал форсаж правому двигателю в процессе разворота, что значительно увеличивало скольжение самолёта с креном на неработающий мотор и приводило к потере высоты и скорости.

Грубым ошибкам КВС в технике пилотирования способствовало то, что на левом сиденье находился второй пилот. КВС не проверялся в пилотировании с правого сиденья с сентября 1952 г.
Способствующие причины: 
1. плохая организация и состояние технического обслуживания самолетов в ЛЭРМ аэропорта Алма-Ата.
2. неудовлетворительное обучение экипажей одномоторному полёту и плохая подготовка экипажей к полетам в 151 ао.
3. слабая дисциплина лётного и технического состава в аэропорту Алма-Ата.

— 